# Deutsche Gemeinschaft (Deutschland)

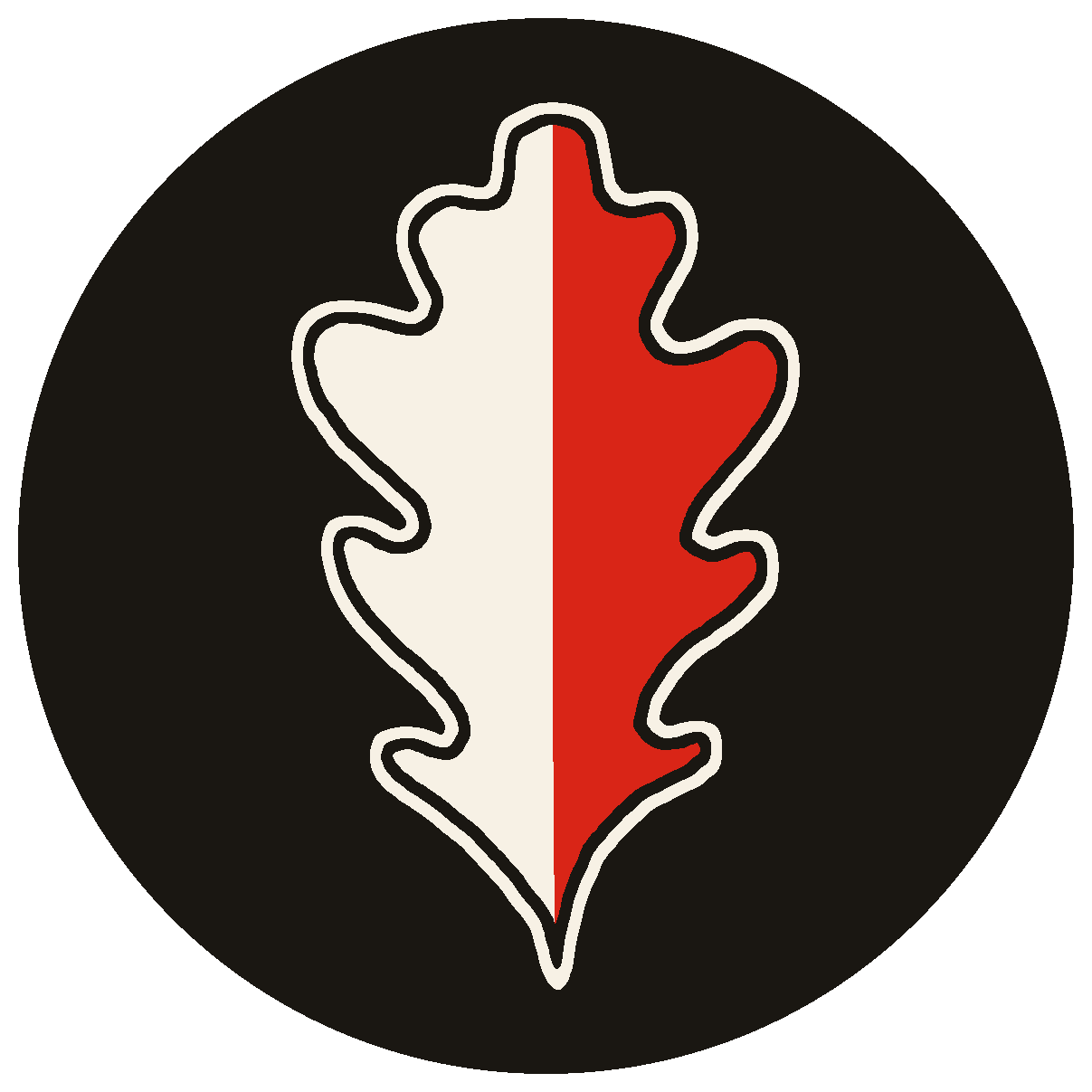
Logo der Deutschen Gemeinschaft

Die Deutsche Gemeinschaft (DG) war von 1949 bis 1965 eine rechtsextreme national-neutralistische politische Partei in der Bundesrepublik Deutschland.

## Programmatik
Die Partei trat laut ihrer Satzung für eine freie und starke Demokratie eigener Prägung ein. Sie bediente sich jedoch starker nationalistischer Ressentiments und sprach der Bundesrepublik, mit Verweis auf deren provisorischen Charakter, den Staatscharakter ab; zunächst zielte die Partei auf die Wiederherstellung des Deutschen Reiches unter Einschluss der deutschen Ostgebiete ab, wobei sie dafür insbesondere der Sowjetunion strikte Neutralität bei gleichzeitigem Verzicht auf jede Remilitarisierung anbot. Der Begriff der „Nation Europa“ wurde abgelehnt. Die DG bezeichnete sich als die „deutsche Freiheitsbewegung“ und erklärte sich verbunden mit den um ihre Freiheit kämpfenden Völkern in der Welt. Die DG sah sich auch als Träger eines „deutschen Sozialismus“. Parteiorgan war die Deutsche Gemeinschaft mit einer Auflage von ca. 7500 Exemplaren.

## Geschichte

### Vorgeschichte
Am 22./23. Januar 1949 wurde in Braunschweig die Deutsche Union (DU) gegründet. Die DU, die, ohne Partei zu sein, „über alle Grenzen von Parteien und Weltanschauungen hinweg ‚undoktrinär‘ vermitteln“ wollte, sah sich als überparteiliche Sammlungsbewegung „aller aktiven, aufbauwilligen Demokraten“ zur „Vorbereitung einer demokratischen Revolution“ und als „Aktionsgemeinschaft der Frontgeneration“. Das Programm der DU wurde von August Haußleiter und Gerhard Krüger gemeinsam verfasst. Zusammen mit Ferdinand Fried vom „Tatkreis“ gab Haußleiter die DU-Wochenzeitschrift Die deutsche Wirklichkeit (DW) heraus.
Die Bandbreite der DU-Mitglieder reichte vom Vetter des Hitler-Attentäters Hans-Christoph von Stauffenberg (neben Haußleiter und Rudolf Heß’ Vetter Otto Hess einer der drei DU-Vorsitzenden) über Sozialdemokraten bis hin zu Generalmajor Remer, der den Umsturzversuch 1944 beendet hatte. Vom britischen Geheimdienst wurde die DU als „rechtsgerichtete, nationalistische Organisation“ eingestuft, der viele Journalisten angehörten und die vor allem ein Sammlungsbecken ehemaliger HJ-Mitglieder war. Die Gruppe um Haußleiter unterschied sich nicht nur in der Programmatik von den nationalkonservativen und neofaschistischen Gruppen innerhalb der DU; laut Stöss kündigte er ihnen regelrecht den Kampf an. Mit Haußleiter war eine einsetzende „Aufrüstungspropaganda“ der DU sowie ein „gegen den ‚Weltbolschewismus‘ gerichtetes Europa-Konzept“ unvereinbar.
Aus einer zunächst als Plattform für eine soziale Reformbewegung gedachten Gründung am 18. September 1949 in Frankfurt, bei der, neben Vertretern von Vertriebenen- und Geschädigtengruppen, für die Deutsche Union Haußleiter und von Stauffenberg anwesend waren, entstand dann schließlich auf Initiative Haußleiters die Partei Deutsche Gemeinschaft (DG), deren Politik er als Wortführer maßgeblich bestimmte.

### Politische Entwicklung
Gegründet wurde die DG am 4. Dezember 1949, als Partei eingetragen am 17. Dezember 1949 Sitz der Partei war München. Zu den Gründern gehörten Walter Becher, Renate Malluche, August Haußleiter und Paul Wilhelm.
Bei der Landtagswahl in Württemberg-Baden 1950 erzielte ein Wahlbündnis von DG und dem Bund der Heimatvertriebenen und Entrechteten (BHE) 14,7 Prozent der Stimmen und 16 Mandate.
Zur Landtagswahl in Bayern 1950 trat die DG ebenfalls in einem Wahlbündnis mit dem BHE an und erreichte 12,3 %. Von den so erzielten 26 Mandaten besetzte die DG 6. Bis 1954 war die DG im Bayerischen Landtag mit Abgeordneten vertreten. Hochburgen bestanden in Franken. In Rothenburg ob der Tauber erzielte die DG bei den Kommunalwahlen 1952 13,0 %. Bei den Wahlen 1960 konnte sich die DG dort sogar auf 19,6 % steigern. Der Grund dafür war, dass sich der dortige DG-Stadtrat „durch sachbezogene und Bürger-orientierte Kommunalpolitik bei der Bevölkerung sehr beliebt gemacht“ hatte; „sein Bekanntheitsgrad scheint durch die von ihm veranstalteten Stadtteilversammlungen, auf denen er sich jeglicher Demagogie enthalten und Basisarbeit mit allgemeinpolitischen Anliegen verknüpft haben soll, recht hoch gewesen zu sein.“ Dadurch, so Stöss, „wurden zu dieser Zeit erstmals Anzeichen für die Umsetzung des Demokratie-Konzepts der Partei in der Praxis sichtbar.“ In Amberg wurde Josef Filbig, der bereits von 1933 bis 1945 für die NSDAP Oberbürgermeister der Stadt gewesen war, 1952 als DG-Kandidat mit 64 % der Stimmen erneut in dieses Amt gewählt und hatte es bis 1958 inne.
Im Herbst 1951 wurde im Vierteljahresbericht über Deutschland des amerikanischen Hochkommissars berichtet, dass die DG starke Ähnlichkeit mit der neonazistischen Sozialistischen Reichspartei (SRP) aufweise. In Anbetracht des absehbaren Verbotes der SRP initiierte Haußleiter am 4. Oktober 1952 ein Treffen mit Karl-Heinz Priester als Vorsitzendem der Deutschen Sozialen Bewegung (DSB) und SRP-Vertreter sowie mit Werner Boll von der Deutschen Reichspartei (DRP), um ein SRP-Auffangbecken ins Leben zu rufen. Auf dem Augsburger DG-Parteitag am 15./16. November 1952 passte Haußleiter die Propaganda der DG dem zu gewinnenden neofaschistischen Wählerpotential an.
Um an den Kommunalwahlen in NRW teilnehmen zu können, favorisierte die SRP-Führung um Fritz Dorls die Idee, dort als DG anzutreten. Dorls’ Rechtsanwalt Rudolf Aschenauer, der im August 1952 als „Nachfolger“ des SRP-Vorsitzenden Dorls in einer SRP-Nachfolgeorganisation gehandelt wurde, trat als Mitglied in die DG ein. Haußleiter stimmte diesem Manöver ebenso zu wie der Absicht, in Niedersachsen die nunmehr ehemaligen Mitglieder der SRP in einem dort zu gründenden Landesverband der DG zu sammeln. Aschenauer, Mitglied des Naumann-Kreises, offenbarte die Pläne der SRP-Führung, als er sich zusammen mit Haußleiter Anfang Oktober 1952 der Presse stellte und beide die bisherigen SRP-Mitglieder aufforderten, nunmehr die DG zu wählen.
Im Rahmen des Verbots der neonazistischen SRP durch das Bundesverfassungsgericht 1952 wurden die danach von ehemaligen Mitgliedern der SRP dominierten DG-Bezirksverbände in Darmstadt, Kassel, Wiesbaden in Hessen, die Wahllisten der DG in Nordrhein-Westfalen und zwei Kreisverbände in Rheinland-Pfalz sowie der Landesverband Niedersachsen als SRP-Nachfolgeorganisationen verboten. 1956 erfolgte noch das Verbot des Landesverbandes Berlin (West). Daraus zog die Partei die Konsequenz, nicht mehr mit anderen nationalen Parteien zusammenzuarbeiten.
Haußleiter verlieh einerseits der Deutschen Gemeinschaft durch ein spezifisches Auftreten mit eigener Fahne (Geusenflagge: Rot-weiß geteiltes Eichenblatt auf schwarzem Grund) und eigenem Parteilied (Nur der Freiheit gehört unser Leben von Hans Baumann) zusammen mit seinen sich stets in Lautstärke und Gestik steigernden Reden eine besondere Identität, die auf Parteitagen oder anderen öffentlichen Auftritten, in Zusammenhang mit Marschmusik und dem obligatorischen Deutschlandlied am Ende der Veranstaltung, an nationale Parteien der zwanziger Jahre erinnerte; andererseits versuchte er, der Partei eine moderne nationale Ausrichtung („neuer Nationalismus“) zu geben. Ausgehend von einer rechtsextremistischen Sicht einer wirtschaftlichen, politischen und kulturellen Amerikanisierung Westdeutschlands, gab sich die DG schon 1954 ein „dezidiert neutralistisches und antiimperialistisches Programm“, welches u. a. forderte: „Verurteilung jeder Form von nationaler Fremdherrschaft, wie Unterdrückung von nationalen Minderheiten, Rassendiskriminierung, Kolonialismus, Imperialismus und Besatzungsregime …“ oder „Revision der Grenzziehung von 1945 auf friedlichem Wege bei definitivem Verzicht auf jede «Landnahme» über den naturgegebenen historischen und geographischen Siedlungsraum unseres Volkes hinaus.“
Seit 1961 „entfernte sich der neue Nationalismus der DG/AUD“ von „genuin rechtsextremistischen und nationalistischen Forderungen“. Haußleiters unermüdliche Rednertätigkeit vermochte es, die Mitgliederbasis vor allem Anfang der sechziger Jahre wieder zu erweitern, so dass sowohl die von ihm herausgegebene Parteizeitung ihre Auflage stetig steigern konnte (zwischen 7.000 und 10.000 Exemplare pro Woche) als auch die Landtagswahlergebnisse der Deutschen Gemeinschaft sich auf niedrigstem Niveau verbesserten. Gleichzeitig wurde der „neue Nationalismus“ mit pazifistischen Elementen versetzt.
1963 hatte die Partei 2500 Mitglieder. Noch auf einem Parteitag am 28. September 1963 lehnte die DG die Kooperation mit anderen Parteien ab und zeigte sich zuversichtlich, bei der Bundestagswahl 1965 in den Bundestag einzuziehen. Zu dieser Wahl trat die DG dann jedoch nicht mehr an. Als sich 1965 auf das Bestreben von Hermann Schwann ein breiteres national-neutralistisches Wahlbündnis zu bilden begann, beteiligte sich Haußleiter mit seiner DG als Bündnispartner an der zur Bundestagswahl gegründeten Aktionsgemeinschaft Unabhängiger Deutscher (AUD).

## Wahlen

### Bundestagswahlen
- Bundestagswahl 1957: 17.490 Stimmen; 0,1 %

Die DG trat in 5 von 10 Bundesländern an.
- Bundestagswahl 1961: 27.308 Stimmen; 0,1 %

Die DG trat in 7 von 10 Bundesländern an.

### Landtagswahlen
- Baden-Württemberg

1952: 89.459 Stimmen; 3,3 % (in Württemberg-Baden als DG-BHE, in Württemberg-Hohenzollern als DG, in Baden nicht angetreten)
1956: 11.747 Stimmen; 0,4 %
1960: 5.326 Stimmen; 0,2 %
1964: 10.322 Stimmen; 0,3 %
- Bayern

1950: 1.136.148 Stimmen; 12,3 %
Die DG war gemeinsam mit dem BHE unter der Bezeichnung Deutscher Gemeinschaftsblock der Heimatvertriebenen und Entrechteten (BHE-DG) angetreten. Von den so erreichten 26 Sitzen besetzte die DG 6.
1954: 54.522 Stimmen; 0,6 % (gemeinsam mit Deutscher Bauern- und Mittelstandsbund als Bayerischer Rechtsblock)
1958: 31.919 Stimmen; 0,3 %
1962: 30.663 Stimmen; 0,3 %
- Hamburg

1957: 485 Stimmen; 0,0 %
1961: 784 Stimmen; 0,1 %
- Hessen

1958: 1.093 Stimmen; 0,0 %
1962: 1.433 Stimmen; 0,1 %
- Niedersachsen

1959: 2.775 Stimmen; 0,1 %
1963: 2.190 Stimmen; 0,1 %
- Nordrhein-Westfalen

1958: 220 Stimmen; 0,0 %
1962: 4.917 Stimmen; 0,1 %
- Rheinland-Pfalz

1959: 2.453 Stimmen; 0,1 %
1963: 4.062 Stimmen; 0,2 %
- Schleswig-Holstein

1962: 1.043 Stimmen; 0,1 %
- Württemberg-Baden

1950: 212.431 Stimmen; 14,7 %
Die DG war gemeinsam mit dem BHE (DG-BHE) angetreten, das Wahlbündnis erreichte 16 Sitze.
In den übrigen Bundesländern trat die DG nicht an.

## Quelle/Literatur
- Kurt Hirsch: Rechts von der Union. 1989, ISBN 3-926901-22-5.
- Richard Stöss: Vom Nationalismus zum Umweltschutz. Die Deutsche Gemeinschaft, Aktionsgemeinschaft Unabhängiger Deutscher im Parteiensystem der Bundesrepublik. Opladen 1980, ISBN 3-531-11512-X, doi:10.1007/978-3-322-86400-0